# Joaquim Danés i Torras
Joaquim Danés y Torras (Olot, España, 1888-1960) fue un médico catalán.
Hijo de Joan Danés i Colldecarrera y de Jerònima Torras y Diví, nació en Olot el 8 de junio de 1888, estudió a la Facultad de Medicina de Barcelona y se doctoró en la universidad de Madrid con la tesis Cirurgía de la Tuberculosis Pulmonar. Estudio de los procedimientos directos. Consiguió las oposiciones de médico en Olot, donde llegó a ser el director del Hospital.
Estuvo muy relacionado con la cultura y la historia. Dirigió el Museo-Biblioteca y el Archivo de Olot, además de escribir varias obras relacionadas con su ciudad natal y tratados de medicina: Pretèritos olotins, Història d'Olot, Colapsterapia.
Se tuvo que exiliar el 1939 en Francia pero decidió volver a Cataluña poco tiempo después y fue encarcelado primero en Olot y después en Gerona. Consiguió la libertad después de pasar por un consejo de guerra. El régimen franquista le prohibió el ejercicio de su profesión médica.
Los últimos años de su vida los dedicó casi exclusivamente al Archivo y el Museo-Biblioteca olotenses, hasta que murió el once de febrero de 1960. Su entierro fue una de las más impresionantes manifestaciones de luto que se recuerdan en la ciudad de Olot. En cambio la prensa silenció su muerte y por razones políticas se retiró un número de la revista Olot-Misión dedicado a su figura.